# Huzjan
Huzjan je priimek v Sloveniji, ki ga je po podatkih Statističnega urada Republike Slovenije na dan 1. januarja 2010 uporabljalo 40 oseb.

## Znani nosilci priimka
- Ištvan Išt Huzjan (*1981), slikar, videast, založnik, scenograf (večmedijski umetnik)
- Milojka Žalik Huzjan (*1953), grafična oblikovalka
- Štefan Huzjan – Pika (*1942), likovni pedagog, grafik, pesnik, pisatelj
- Vanja Huzjan (*1970), filozofinja, etnologinja, pedagoginja? ...
- Zdenko Huzjan (*1948), slikar in grafik, prof. Pedagoške fakultete v Ljujbljani